# Маха Сингх
Маха Сингх (в.-пандж. ਮਹਾਂ ਸਿੰਘ (альтернативно — Махан Сингх) (1756 — апрель 1792)
 — глава сикхского клана (мисаля) Сучерчакия (1770—1792). После смерти своего отца, Чарата Сингха, он унаследовал руководство кланом Сучерчакия. Его сын Ранджит Сингх наследовал ему и основал Сикхскую империю в Пенджабе. Он известен своим союзом с Джассой Сингхом Рамгархией и уменьшением могущества мисаля Канхейя. Маха Сингх женился, во-первых, на Сардарни Маи Ман Каур, дочери Сардара Джай Сингха Манна из Могалчака, а во-вторых, на Сардарни Радж Каур, дочери раджи Гаджпата Сингха из Джинда.

## Биография
Родился в 1756 году. Старший сын Чарата Сингха (1733—1770), первого вождя мисаля Сучерчакия (1752—1770). Его матерью была Десан Каур (1736—1788), дочь Сардара Амира Сингха Варайха из Гуджранвалы. В 1770 года после смерти отца Маха Сингх унаследовал должность главы кланы (мисаля) Сучерчакия.
В качестве нового лидера клана Сучерчакия, Маха Сингх захватил крепость Рохтас у Нур уд-Дина Бамезая, военачальника Ахмад-Шаха Дуррани. С помощью Джая Сингха Канхейи он осадил Расул-Нагар на четыре месяца и захватил город у Пир-Мухаммеда, вождя Чаттха. Репутация, которую он приобрел в результате осады, привела к тому, что сардары, верные мисалю Бханги, перешли к нему на службу. Маха Сингх продолжал расширять свою территорию и захватил Пинди Бхаттиан, Сахивал, Исахель, Котли Лохаран и Джанг. В 1784—1785 годах он использовал вражду между правителями для набега на Джамму, но поскольку он приобрел огромное богатство, не поделившись и не сообщив об этом своему партнеру Джаю Сингху Канхейе (1712—1793), последний отказался от своих попыток примириться. Затем Маха Сингх заключил союз с Джассой Сингхом Рамгархией и разгромил клан Канхейя в битве при Батале. Во время битвы был убит сын и преемник Джая Сингха Канхейи, Гурбакш Сингх Канхайя (1759—1785). Его вдова, Сада Каур (1762—1832), обручила свою дочь Мехтаб Каур с Ранджитом Сингхом, сыном Махи Сингха. Позднее Сада Каур унаследовал лидерство в клане Канхейя и помогла Ранджиту Сингху в его ранних победах.
Во время осады Содхры, которую занимал клан Бханги, Маха Сингх заболел дизентерией и умер в апреле 1792 года. Ему наследовал его сын Ранджит Сингх (1780—1839), ставший махараджей Пенджаба и основавший Сикхскую империю.